# Spiracle (poisson)
En ichtyologie (en Français ou en anglais,) le  spiracle  est - chez certains poissons - un trou de forme arrondie ou plus complexe, bilatéralement présent dans la peau et le crâne de l’animal derrière chaque œil. 

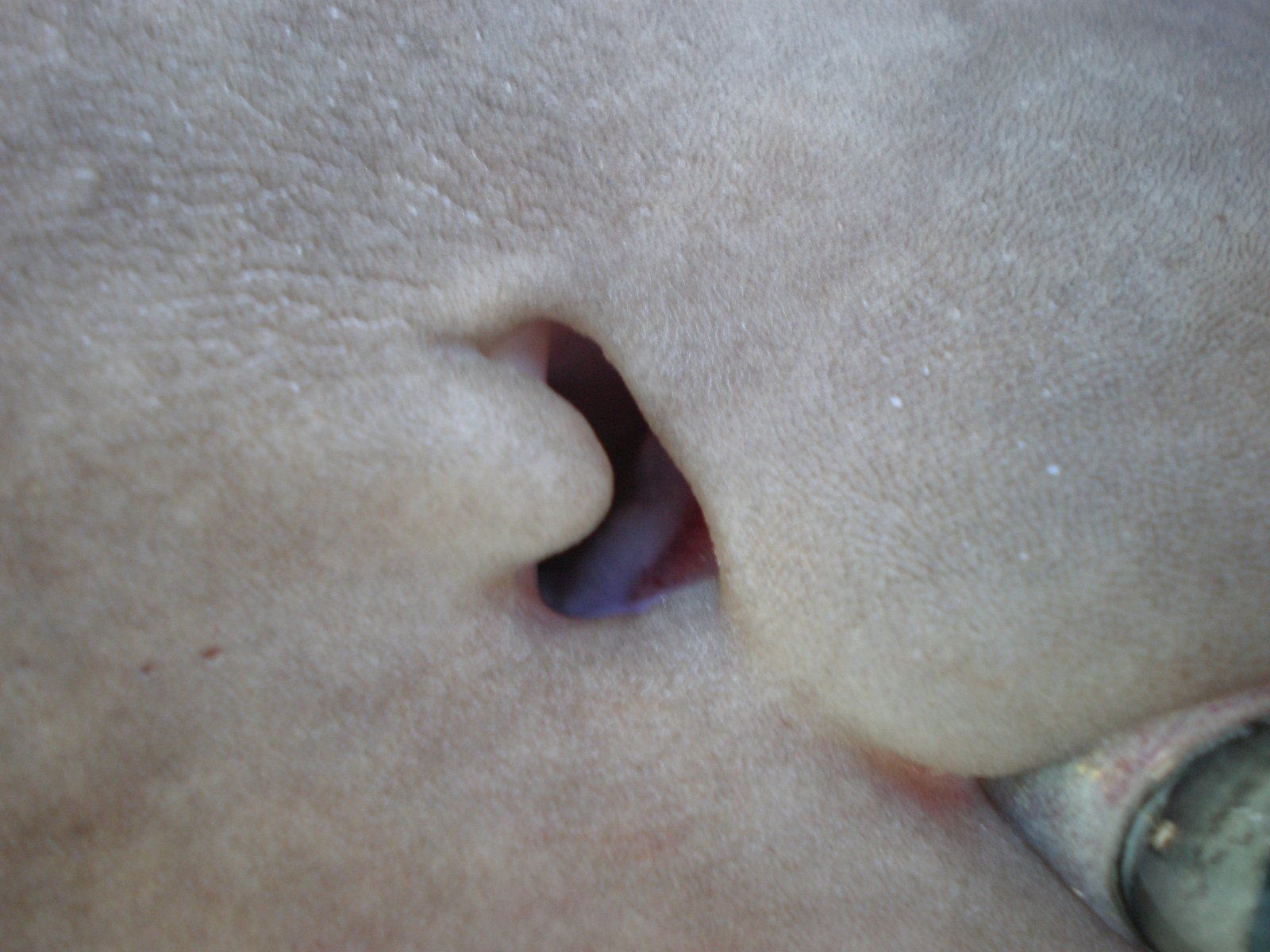
Spiracle de requin (Squalus bucephalus).

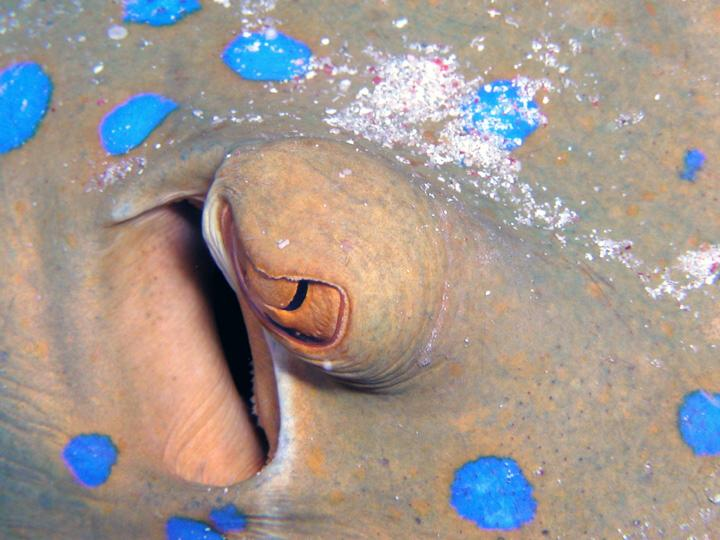
Spiracle de la raie Taeniura lymma.

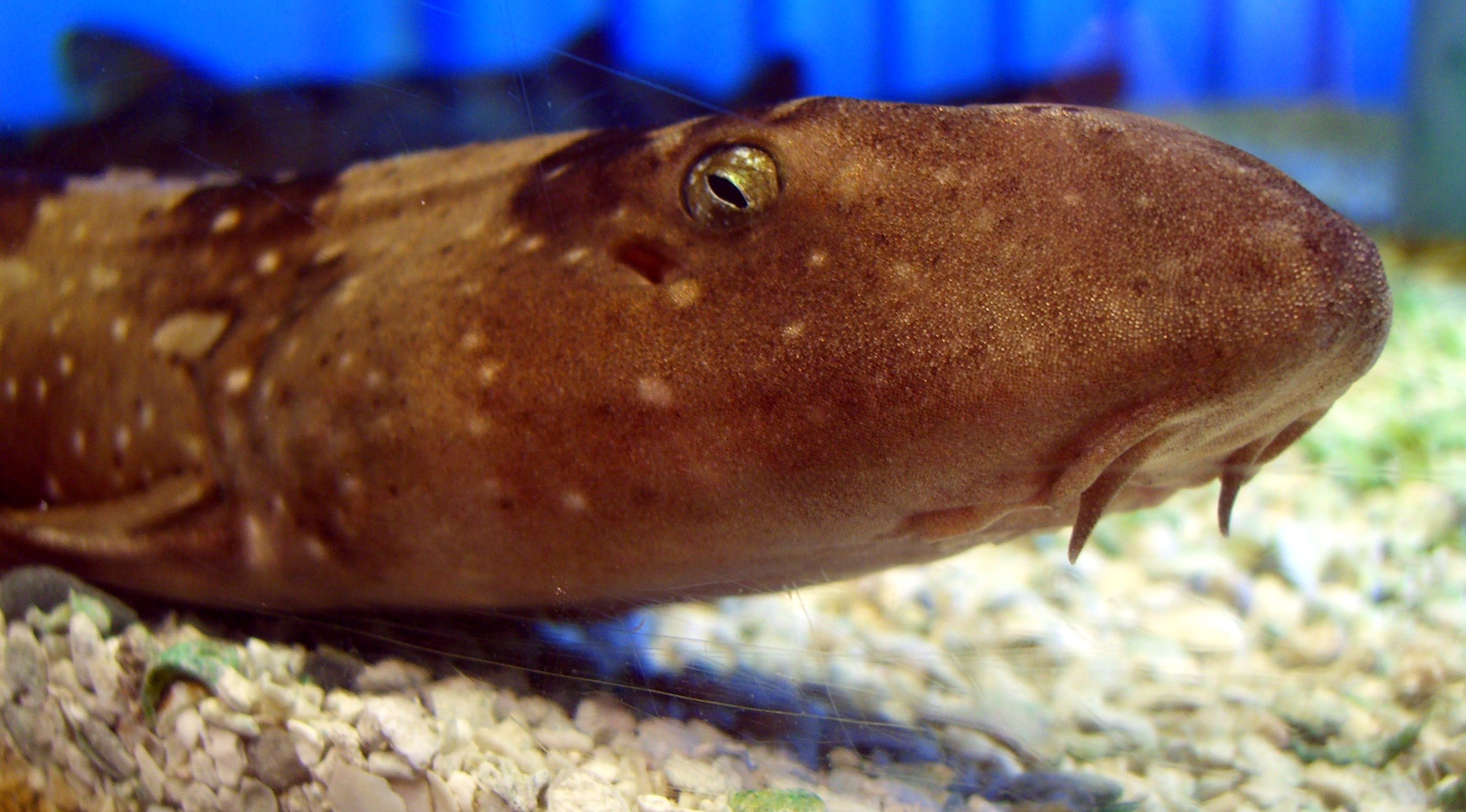
Spiracle du Requin-chabot à taches blanches.

Ce trou ouvre directement sur la bouche des poissons concernés. 

## Risque de confusion sémantique
Ce spiracle ne doit pas être confondu avec un autre organe (également en forme de trou arrondi et qui porte le même nom) chez certains invertébrés (Arthropodes).

## Origine anatomique
Chez les poissons dits « primitifs » sans mâchoire (Agnathes), la première ouverture des branchies située immédiatement derrière la bouche est essentiellement similaire aux autres fentes branchiales. 
Mais avec l'évolution de la mâchoire chez les premiers vertébrés à mâchoires (gnathostomes), cette fente branchiale a été « prise » entre un arc branchial (actuellement transformé en demi-mâchoire) et l'arc suivant (os hyomandibulaire) qui soutient la charnière de la mâchoire et l'ancrage de la mâchoire dans le crâne lui-même. 
L'ouverture des branchies a été fermée par le bas, mais il reste chez certaines espèces une petite ouverture en forme de trou ovale ou circulaire ; c'est le spiracle.

## Relique de l'évolution
Ce stigmate de l'évolution se retrouve encore chez tous les poissons cartilagineux (Chondrichthyes), sauf chez certains requins (dont le requin marteau), chez les chimères et chez certains poissons osseux primitifs : cœlacanthe, esturgeon, Acipenseriformes et bichirs. 
Il est considéré comme étant à l'origine de l'échancrure otique du crâne des labyrinthodontes (groupe d'espèces aujourd'hui éteintes), et on pense qu'il pourrait être à l'origine du trou de l'oreille interne des amniotes et des amphibiens.